# Nykøbing Falster
|  | Der er også andre byer med navnet Nykøbing eller Nyköping |
Nykøbing Falster er en gammel købstad og den største by på Falster med 16.682 indbyggere  (2025), inkl. satellitbyer 26.509 (2023). Byen er via Frederik d. 9's Bro knyttet sammen med Sundby på Lollandssiden samt Tingsted på Falster og landsbyen Nagelsti på Lolland. Nykøbing Falster er hovedby i Guldborgsund Kommune, der tilhører Region Sjælland. Byen er i dag et uddannelses-, handels- og industrimæssigt centrum for Lolland-Falster med sukkerfabrik, shippingfirmaer, fiskeri, flere uddannelsesinstitutioner og et stort udvalg af butikker.
Blandt byens vartegn er Klosterkirken, der stod færdig omkring år 1500 og byens vandtårn, der stod færdig i 1908 som landets første jernbetonbyggeri. Byens største attraktion er oplevelses- og forsøgscentret Middelaldercentret, der ligger lige nord for satellitbyen Sundby, og fokuserer på dansk middelalder omkring år 1400. Derudover har Nykøbing et bymuseum og flere andre mindre museer. Byen rummer desuden mange andre kulturtilbud i form af teatre, festuge og sportsforeninger.
Nykøbing har et veludviklet gågadenet, og Torvet kan som plads føres tilbage til middelalderen.
Nykøbing Falster er knudepunkt for offentlig transport på Lolland-Falster, og der er således tog- og busforbindelse til både København, Tyskland og omkringliggende byer.

## Historie

### Middelalderen
Nykøbing Falster blev grundlagt i slutningen af 1100-tallet i forbindelse med etableringen af det slot, som senere kom til at hedde Nykøbing Slot. Slottet lå på det smalleste sted ved Guldborg Sund og skulle beskytte området mod vendiske sørøvere. Efterhånden voksede en by frem omkring slottet.
Byen fik handelslignende rettigheder af Valdemar Sejr (1170-1241), men blev først egentlig købstad i 1560. I 1253 angreb tropper fra hansestaden Lübeck, og borgen blev indtaget og byen nedbrændt. Slottet fungerede herefter som enkesæde for Margrete Sambiria med tilnavnet Margrethe Sprænghest. Efter at adelsmanden Marsk Stig havde myrdet Erik Klipping og var gjort fredløs og landflygtig, vendte han tilbage med en hær for at angribe danske havnebyer, heriblandt Nykøbing Falster. Understøttet af den norske konge Erik Præstehader brændte han i 1289 Nykøbing Slot ned med soldater fra hans hær. Slottet blev dog efterfølgende genopbygget og indtaget af Christoffer 2. i 1329, og efter dennes død i 1332 pantsattes det en række år, hvorefter Valdemar Atterdag indløste det i 1365 og sluttede fred med Hansestæderne.
Efter at Erik af Pommern havde stiftet et gråbrødrekloster ved Sankt Nicolai Kapel i 1419, blev der opført et helligåndshus i byen i omkring 1440, og denne bygning tjente som hjemsted og hospital for mange syge og fattige i Nykøbing. Gråbrødrene holdt i 1482 kapitel her. I 1486 skænkede kong Hans nabobyens kirke, Idestrup Kirke, til hospitalet mod, at han selv og kongehuset skulle have jus patronatus til helligåndskapellet fremover, hvilket blev opfyldt. Den gotiske kirke, Klosterkirken, blev opført ved århundredskiftet og var en del af franciskanerklosteret indtil 1532, hvor den blev sognekirke. I 1507 sluttede kong Hans endnu engang fred med Hansestæderne under Freden i Nykøbing, men to år senere var freden slut.
Klosterkirken beliggende ved Klosterstræde og Rådhusstræde. Den stod færdig omkring år 1500 og var oprindelig en stor tilbygning til et franciskanerkloster stiftet af Erik af Pommern i 1419. Klosterkirken fungerede som slotskirke under dronning Sophie Amalie i 1600-tallet. En stor del af klosteret er bevaret og bruges i dag som plejehjem.

### Renæssancen
Grevens Fejde brød ud i 1534. Under denne borgerkrig valgte Nykøbing at stå på Christian 2.s side, og slottet blev derpå overtaget af Frederik 1.s enke Sophie af Pommern og senere af Sophie af Mecklenburg, der blev gift med Frederik 2. på slottet i 1572. Efter kongens død i 1588 regerede hun i mange år over hele Lolland-Falster indtil sin død i 1631. Nykøbing Slot havde i denne periode nærmest status af kongeslot, idet flere kongelige, eksempelvis Christian 4., ofte opholdt sig på stedet grundet de gode jagtforhold på Falster. På samme tid mener man, at voldgravene og fæstningsværkerne omkring Nykøbing by blev opført. Disse blev yderligere udbedret og forstærket af Sveriges konge Karl 10. Gustav under Svenskekrigene i 1659. Et sagn fortæller, at en lokal præst ved navn Jesse Jessen forhindrede den svenske konge i at nedbrænde Nykøbing, der skulle iværksættes pga. byens manglende indbetaling af brandskat. Ved en prædiken i Klosterkirken talte han dunder til kongen, og denne blev så påvirket af præstens tale, at han skånede byen for bål og brand.

### Under enevælden
I 1667 blev Charlotte Amalie gift med Christian 5. på slottet, og ved kongens bortgang blev godset endnu engang enkesæde. Dronning Charlotte Amalie besad Nykøbing Slot frem til sin død i 1714, og efter den russiske zar kendt under navnet Peter den Store havde gæstet Nykøbing i 1716 og foretrak at spise på kroen (herefter benævnt Czarens Hus) frem for slottet, var det slut med godsets storhedstid. Torvets bjørnestatue er i dag et minde om zarens ophold i byen. I 1767 var det endegyldigt slut med kongehusets forbindelse til Nykøbing Slot, der efterfølgende blev sat på auktion og solgt. Borgere og fæstebønder nedbrød herefter slottet, og dets materialer blev genbrugt til opførelsen af flere herregårde i omegnen og ligeledes til bygninger i selve Nykøbing. For enden af Slotsgade findes der nogle få ruiner tilbage af det engang så mægtige renæssanceslot.
Første gang der omtales et bystyre er i 1678, hvor de omtales som "de 12 brogere". I 1710 blev der udpeget 12 mand fra de fire roder i byen.
I 1803 blev Lolland-Falster udskilt fra Fyens Stift under det selvstændige Lolland-Falsters Stift, med hovedsæde i Maribo. Således kom den gejstlige administration væsentligt tættere på Nykøbing.
Som mange andre steder i Danmark nød Nykøbing godt af industrialiseringen i 1800-tallet. Befolkningstallet steg støt igennem hele 1800-tallet, og Nykøbing udviklede sig også som handelsby. Omkring 1834 levede omkring en femtedel af byens befolkning af handel. I 1840 boede 18.185 på Falster, og omkring 10.000 har søgt ind til købmændene i Nykøbing. I 1840 havde byen kun 9 handelsskibe, og 12 år senere fandtes 18 skibe og 239 kommercelæster. Til sammenligning var der ligeledes 18 skibe i Stubbekøbing med 630 kommercelæster og 34 i Nakskov med 491 kommercelæster. Byens forøgede således sin position som handelsby, på trods af at have væsentligt større havnebyer i nærheden.
Industrien begyndte langsomt at øges i første halvdel af 1800-tallet. I 1828 blev den første sparekasse oprettet i Nykøbing.
I 1835 grundlagde E. Nobel tobakspindervirksomhed med samme navn i Nykøbing. Fem år senere havde man 11 ansatte, i 1844 var der 40 mand beskæftiget på hans fabrik og i 1850 var tallet oppe på 50. Her blev produceret tobaksvarer til Nykøbing og omegn, men også andre dele af provinsen. E. Nobel gik senere sammen med De Danske Cigar- & Tobaksfabrikker til Skandinavisk Tobakskompagni.
Disse år var der også produceret indtil flere skibe til kunder i bl.a. Stubbekøbing og København på forskellige skibsværfter. I 1842 blev der etableret en brændevinsbrænderi med dampbrænderi, og der blev også grundlagt et jernstøberi og dette år anses for den egentlige start på industrialisering i Nykøbing Falster. Støberiet kunne allerede året efter producere plove, gelændere, skibs- og maskinarbejde. I 1847 blev der etableret et et bomuldsvæveri, en vatfabrik, et farveri og et kalkværk. Omkring 100 personer var beskæftiget i industrien i 1848.
Hele vejen op igennem 1800-tallet blev havnen udvidet, i takt med at byen udviklede sig. Mængden af handelsskibe steg også betragteligt særligt fra omkring 1840 og fremefter. Man gjorde sejlrenden i sundet dybere, for at tillade større skibe adgang til havnen. Ligeledes fik byen jernbaneforbindelse med Gåbense omkring 1830 og i 1837 Nakskov og København.
Byens fik sin første avis i 1835, der udkom under navnet Stift-Tidende, efter at den blev flyttet fra Maribo til Nykøbing. Den var etableret allerede i 1806 under det noget længere navn Kongelige allernaadigst priviligereede Adresse-Contoirs Efterretninger for Lolland-Falsters Stift.
I 1846 afskaffedes borgerkorpset, og der blev i stedet oprettet et egentligt brand- og politikorps i byen. Ved Treårskrigens udbrud rejste flere unge men fra byen, for at deltage og forsvare fædrelandet. En række byhuse blev opført i denne periode, bl.a. Staldgården bygget som arbejderkvarter i begyndelsen af 1800-tallet og Købmandsgården fra 1860. Det samme gør sig gældende for flere huse i Slotsgade.
I begyndelsen af 1853 blev det vedtaget, at der skulle opføres et egentligt sygehus i Nykøbing, hvilket var blevet finansieret ved et lån. Det var stadig under opførsel i Jernbanegade, da en koleraepidemi kom til byen i juni med matroser fra København. Flere syge blev anbragt i magasiner på havnen, der blev stillet til rådighed af lokale købmænd, og friskolen i byen blev anvendt som lazaret. D.G. Monrad, der var blevet udnævnt til biskop i Lolland-Falsters Stift i 1849, besøgte næsten dagligt de syge. I alt 87 omkom af kolera, hvilket svarede til omkring 3 % af byens befolkning. Hospitalet blev taget i brug i januar 1854 med fem sygeværelser.

### Den tidlige industrialisering
Handlen blev givet fri, da byen fik en ny næringslov, der blev godkendt i 1857. Herved ophørte de gamle bylaug med at være beskyttede i byen, og alle borgere kunne derfor sælge eksempelvis tømrerarbejde uden at være medlem af tømrerlauget. Håndværkslaugene brokkede sig, men den trådte alligevel i kraft med starten af 1862. Dette betød at alle byens håndværkerlaug blev afskaffet ganske kort efter, og skrædderlauget blev nedlagt som det sidste i april dette år.
Byens gadenet blev ændret meget, da man begyndte at inddrage området omkring det gamle slot. Omkring 1860 var hele dette område brobelagt eller bebygget. Allerede i 1820 var voldgraven blevet fyldt op.
Under den 2. Slesvigske Krig blev der indsamlet penge og sendte bl.a. bandage til krigens ofre. Mange unge mænd tog afsted for at støtte krigsindsatens, men Nykøbing var ikke lige så hårdt ramt af nederlaget som andre steder i landet.
I 1865 fik byen et gasværk, hvilket bl.a. forbedrede gadebelysningen betragteligt, da byens gadelygte hidtil havde været meget sparsom. Man gik først bort fra bygas igen i 1960'erne.
I 1866 blev Nykøbing Falster Bryghus grundlagt under navnet Nobel og Baagøe’s Ølbryggeri. På dette tidspunkt lå der fire bryggerier i byen, mens Nakskov havde 11.
Efter mange års diskussioner byggede man i 1867 en pontonbro med vej Christian d. 9´s Bro over Guldborg Sund til Lolland, der ved indvielsen var den længste i Danmark. Tidligere var overfarten sket med både, hvilket var blevet mere og mere besværligt i takt med at flere og større mængder varer blev ført ind og ud af byen. I 1875 blev der bygget en jernbanebro, således at jernbanestrækningerne på Lolland kunne nå Nykøbing. Både pontonbroen og jernbanebroen havde et svingfag i midten, der kunne åbne for skibe, der passerede. Disse to broer eksisterede – med flere ombygninger – helt frem til 1963, hvor man åbnede den nuværende bro, der blev placeret noget sydligere end de to oprindelige broer. Med ét var Nykøbings opland blevet dobbelt så stort. Da man samtidig var begyndt dyrkningen af sukkerroer på Lolland-Falster, etableredes en sukkerfabrik af godsejer Edward Tesdorpf i 1884. Mængden af roer på fabrikken blev øget støt, og den blev således udvidet allerede i 1890.
Ved Stormfloden 1872 blev Nykøbing Falster, ligesom en stor del af Syddanmark, ramt af store oversvømmelser. Byen blev dog ikke ramt i lige så voldsom grad som resten af Lolland-Falster, og trods store oversvømmelser var der så vidt vides ingen dødsfald i Nykøbing.
Det første andelsslagteri på Lolland-Falster blev etableret Nykøbing i 1889. Der fandtes allerede et svineslagteri i Maribo på dette tidspunkt, men dette var ejet af aktier.
I 1900-tallet kom der yderligere gang i Nykøbings industrialisering med etableringen af en margarinefabrik, en dampmølle, et andelssvineslagteri og andre industrianlæg. Selv om Maribo besad områdets domkirke og havde lagt navn til Maribo Amt, var det i Nykøbing at biskoppen og amtmanden holdt til. Byen var ubetinget Falsters og det østlige Lollands største og vigtigste administrations- og industriby. Desuden var det den eneste havn i Guldborg Sund.
Fra begyndelsen af 1900-tallet begyndte man også at udvide byen mod nord, i den nye bydel kaldet Nørrebro og mod øst Østerbro. Især i 1920'erne og 1930'erne blev der bygget huset og etableret nye veje her.
I 1907 blev Lollands Handels- og Landbrugsbank oprettet i Nykøbing. Særligt efter første verdenskrig kom banken ind i et opsving.
I 1908 der opført et nyt vandtårn til byen. Det nye Nykøbing Vandtårn blev byens største på i alt 43 meter og var landets første jernbetonbyggeri. Indtil 1976 sørgede det for byens vandforsyning.
I 1912 vandt den danske ro-firer med styrmand guld. De fem mand stammede fra Nykøbing Falster Roklub og styrmanden Poul Hartmann, var selv født i Nykøbing. De foregående år havde dette hold ligeledes vundet flere medaljer. Der blev oprettet adskillige sportsklubber i disse år, heriblandt B1901 og B1921, som begge klarede sig godt på landsplan.

### Mellemkrigstiden
I mellemkrigstiden voksede Nykøbings indbyggertal: i 1921 12.970, i 1925 13.541, i 1930 13.919, i 1935 14.801, i 1940 15.147 indbyggere. Men samtidig skete der en vækst i forstæderne Kraghave og Bangsebro i Tingsted Sogn, hvor der bosatte sig en række personer med arbejde i Nykøbing.
| År                     | 1921   | 1925   | 1930   | 1935   | 1940   |
| ---------------------- | ------ | ------ | ------ | ------ | ------ |
| Nykøbing købstad       | 12.970 | 13.541 | 13.919 | 14.801 | 15.147 |
| Kraghave               | 697    | 769    | 899    | 844    | 867    |
| Bangsebro              | -      | -      | -      | -      | 245    |
| Nykøbing med forstæder | 13.667 | 14.310 | 14.818 | 15.645 | 16.259 |

Ved folketællingen i 1930 havde Nykøbing 13.919 indbyggere, heraf ernærede 954 sig ved immateriel virksomhed, 6.416 ved håndværk og industri, 2.406 ved handel mm, 1.322 ved samfærdsel, 388 ved landbrug, skovbrug og fiskeri, 1.103 ved husgerning, 1.194 var ude af erhverv, og 136 havde ikke oplyst indkomstkilde.
| Næringsveje            | Landbrug m.v. | Håndværk, industri | Handel og omsætning | Transport | Immateriel virksomhed | Hus- gerning | Ude af erhverv | Uangivet | I alt  |
| ---------------------- | ------------- | ------------------ | ------------------- | --------- | --------------------- | ------------ | -------------- | -------- | ------ |
| Nykøbing købstad       | 388           | 6.416              | 2.406               | 1.322     | 954                   | 1.103        | 1.194          | 136      | 13.919 |
| Kraghave               | 150           | 458                | 80                  | 35        | 20                    | 73           | 80             | 3        | 899    |
| NYkøbing med forstæder | 538           | 6.874              | 2.486               | 1.357     | 974                   | 1.176        | 1.274          | 139      | 14.818 |

Sukkerprisen steg under 1920'erne opsving, hvilke sukkerfabrikken nød godt af. I 1928 var 300 ansat i fabrikken, samt 30 kvinder i kontoret under roekampagnen, hvor arbejdsmængden var største. Da børsen krakkede i New York i 1929 gav recessionen under Depressionen et fald i fødevarerpriser, heriblandt sukker. Dette havde stor betydning for byen, da sukkerfabrikken var blandt de største arbejdsgivere. Man kom sig dog igen og i 1950 var der ca. 400 arbejdere i kampagnen som varede 3-4 måneder.

### Efterkrigstiden
Efter 2. verdenskrig fortsatte Nykøbing sin befolkningsvækst. I 1945 boede der 16.097 indbyggere i købstaden, i 1950 17.192 indbyggere, i 1955 17.789 indbyggere, i 1960 17.850 indbyggere og i 1965 17.880 indbyggere. Foruden de hidtidige forstæder udviklede Øster Toreby stationsby sig til en forstad, og det samme gjorde Nagelsti Brohuse og Sundby, alle i Toreby Kommune, og Hasselø Plantage i Veggerløse Kommune.
| År                     | 1945   | 1950   | 1955   | 1960   | 1965   |
| ---------------------- | ------ | ------ | ------ | ------ | ------ |
| Nykøbing købstad       | 16.097 | 17.192 | 17.789 | 17.850 | 17.880 |
| Kraghave by            | 865    | 876    | 881    | 890    | 828    |
| Bangsebro              | 237    | 230    | 207    | 218    | 204    |
| Øster Toreby           | -      | 371    | 421    | 434    | 393    |
| Nagelsti Brohuse       | -      | -      | 82     | 83     | 81     |
| Sundby                 | -      | 668    | 860    | 1.057  | 1.157  |
| Hasselø Plantage       | -      | -      | -      | -      | 232    |
| Nykøbing med forstæder | 17.199 | 19.337 | 20.240 | 20.532 | 20.775 |

I 1953 overtog fabrikken i Nykøbing sågar Københavns Sukkerraffinaderi, som man tidligere havde samarbejdet med.
I 1963 stod Frederik d. 9's Bro færdig. Det var en kombineret jernbane- og 4-spors vejbro, som erstattede de to tidligere broer, der var bygget i 1800-tallet.
Byudviklingen bevirkede, at der blev nedsat et byudviklingsudvalg, som udarbejdede en byudviklingsplan for Nykøbing Falster-egnen omfattende både købstaden, forstadskommunen og flere landkommuner.

### Moderne tider
Nykøbing røg ind i en nedgangsperiode i slutningen af 1900-tallet. Havnen mistede sin betydning som industricentrum, og flere fabrikker og virksomheder lukkede i byen. I år 2000 besluttede DSB at nedlægge togforbindelsen København-Berlin, der var en mere direkte forbindelse mellem de to hovedstæder end EuroCitys nuværende. Hermed var Nykøbing for første gang i århundreder ikke et betydeligt sted for trafik mellem Skandinavien og det centrale Europa.
I begyndelsen af 2000-tallet er det dog begyndt at gå fremad igen for byen. Nykøbing satser på turisme, ikke mindst på feriestedet Marielyst, der ligger mindre end 15 kilometer fra byen. Efterhånden er også en række nye skoler og uddannelsesinstitutioner kommet til, og byen er efter kommunalreformen 2007 blevet et vigtigt administrationscenter for Guldborgsund Kommune.
I forbindelse med udflytningen af statslige arbejdspladser i 2015 blev 62 stillinger i Slots- og Kulturstyrelsen samt 25 stillinger fra Erhvervsstyrelsen flyttet til Nykøbing Falster.
Ved udflytningen af statslige arbejdspladser i 2018 blev 56 arbejdspladser fra Erhvervsstyrelsen og 13 fra Digitaliseringsstyrelsen flyttet til Nykøbing. Desuden blev uddannelsen som produktionsteknolog flyttet fra Erhvervsakademi Sjælland i Køge til byen.

## Geografi
Nykøbing Falster er en havneby ud til Guldborg Sund nogenlunde midt på Falsters vestlige kyst. Fra Nykøbing er der 23 kilometer til Gedser, knap 27 til Maribo, godt 31 til Vordingborg, 41 til Rødbyhavn, knap 52 til Nakskov og 123 til København.
Byen er delt af Primærrute 9 der går fra nord til syd. Centrum, der er den gamle del af byen, er omgivet af primærrute 9 mod øst og Engboulevarden mod nordøst, samt Guldborg Sund mod vest. Bydelen Østerport ligger øst for centrum på den anden side af primærruten og er med undtagelse af et lille område sydligst i bydelen primært et boligområde med både rækkehuse, parcelhuse og etageejendomme. Nørrebro ligger nord for centrum og har meget beboelse i form af villakvarter og etageejendomme.
Ved udløbet af Tingsted Å, hvor Nykøbing Slot lå, er etableret et nybygget område kaldet Slotsbryggen med flere store lejligheder med udsigt til Guldborg Sund og lystbådehavnen.
Nord for byen lå tidligere landsby Kraghave, som i dag er vokset sammen med den nordlige bydel, Nordbyen, som primært har parcelhuse. I den nordøstlige del af byen ligger et industrikvarter.
Lige vest for Guldborg Sund ligger satellitbyen Sundby, og lidt længere vest for dette ligger Øster Toreby.

### Natur
Hele Guldborg Sund er et Natura 2000-område. Natura 2000-område nr. 173, Smålandsfarvandet og Guldborgsund med kyster dækker fire områder med fuglebeskyttelse og i alt 79.069 ha. På flere af de øer, som ligger nær Nykøbing Falster, er der adgangsforbud, fordi de er yngleområder. Naturstyrelsen forvalter Natura 2000-områderne, samt to skovområder øst og nordøst for Nykøbing.
Tingsted Å løber fra øst tværs igennem byen, lidt nord for det gamle centrum, med udløb ved Slotsbryggen og Guldborg Sund.

### Klima
Grundet at Nykøbing ligger meget sydligt i landet, og lige ud til et sund ligger middeltemperaturen generelt lidt over landsgennemsnittet. Særligt om sommeren er den omkring 1 °C over landsgennemsnittet. Nedbørsmængden ligger under landsgennemsnittet.
| Vejr for Klimanormal for Syd- og Sønderjylland. Målingerne er fra periode 1961 - 1990. | Vejr for Klimanormal for Syd- og Sønderjylland. Målingerne er fra periode 1961 - 1990. | Vejr for Klimanormal for Syd- og Sønderjylland. Målingerne er fra periode 1961 - 1990. | Vejr for Klimanormal for Syd- og Sønderjylland. Målingerne er fra periode 1961 - 1990. | Vejr for Klimanormal for Syd- og Sønderjylland. Målingerne er fra periode 1961 - 1990. | Vejr for Klimanormal for Syd- og Sønderjylland. Målingerne er fra periode 1961 - 1990. | Vejr for Klimanormal for Syd- og Sønderjylland. Målingerne er fra periode 1961 - 1990. | Vejr for Klimanormal for Syd- og Sønderjylland. Målingerne er fra periode 1961 - 1990. | Vejr for Klimanormal for Syd- og Sønderjylland. Målingerne er fra periode 1961 - 1990. | Vejr for Klimanormal for Syd- og Sønderjylland. Målingerne er fra periode 1961 - 1990. | Vejr for Klimanormal for Syd- og Sønderjylland. Målingerne er fra periode 1961 - 1990. | Vejr for Klimanormal for Syd- og Sønderjylland. Målingerne er fra periode 1961 - 1990. | Vejr for Klimanormal for Syd- og Sønderjylland. Målingerne er fra periode 1961 - 1990. | Vejr for Klimanormal for Syd- og Sønderjylland. Målingerne er fra periode 1961 - 1990. |
|                                                                                        | Jan                                                                                    | Feb                                                                                    | Mar                                                                                    | Apr                                                                                    | Maj                                                                                    | Jun                                                                                    | Jul                                                                                    | Aug                                                                                    | Sep                                                                                    | Okt                                                                                    | Nov                                                                                    | Dec                                                                                    | År                                                                                     |
| -------------------------------------------------------------------------------------- | -------------------------------------------------------------------------------------- | -------------------------------------------------------------------------------------- | -------------------------------------------------------------------------------------- | -------------------------------------------------------------------------------------- | -------------------------------------------------------------------------------------- | -------------------------------------------------------------------------------------- | -------------------------------------------------------------------------------------- | -------------------------------------------------------------------------------------- | -------------------------------------------------------------------------------------- | -------------------------------------------------------------------------------------- | -------------------------------------------------------------------------------------- | -------------------------------------------------------------------------------------- | -------------------------------------------------------------------------------------- |
| Gennemsnitlig °C                                                                       | −0,1                                                                                   | 0                                                                                      | 2,5                                                                                    | 6,3                                                                                    | 11,5                                                                                   | 15                                                                                     | 16,2                                                                                   | 16,3                                                                                   | 13,3                                                                                   | 9,5                                                                                    | 5                                                                                      | 1,4                                                                                    | 8,1                                                                                    |
| Gennemsnitlig nedbør mm                                                                | 46                                                                                     | 31                                                                                     | 38                                                                                     | 38                                                                                     | 43                                                                                     | 49                                                                                     | 62                                                                                     | 59                                                                                     | 56                                                                                     | 52                                                                                     | 60                                                                                     | 53                                                                                     | 584                                                                                    |
| Kilde (23-1-2014.): Danmarks Meteorologiske Institut                                   |                                                                                        |                                                                                        |                                                                                        |                                                                                        |                                                                                        |                                                                                        |                                                                                        |                                                                                        |                                                                                        |                                                                                        |                                                                                        |                                                                                        |                                                                                        |

## Demografi
| År       | 1801  | 1834  | 1840  | 1845  | 1850  | 1855  | 1860  | 1901  | 1960   | 1981   | 1986   | 1990   | 1996   | 2000   | 2004   | 2009   | 2010   |
| -------- | ----- | ----- | ----- | ----- | ----- | ----- | ----- | ----- | ------ | ------ | ------ | ------ | ------ | ------ | ------ | ------ | ------ |
| Kommunen | -     | -     | -     | -     | -     | -     | -     | -     | -      | 25.576 | 25.117 | 25.214 | 25.053 | 25.375 | 25.559 | -      | -      |
| Byen     | 1.079 | 1.610 | 1.845 | 2.028 | 2.163 | 2.608 | 3.242 | 7.300 | 17.850 | 19.038 | 18.697 | 18.937 | 16.048 | 16.460 | 16.784 | 16.405 | 16.458 |

Nykøbing har i dag omkring 16.500 indbyggere, og dette tal har ligget stabilt de seneste ti år.
Lolland-Falster har generelt en lav procentdel indvandrere i forhold til andre dele af landet, og i første kvartal af 2013 Guldborgsund Kommune den med tredje laveste tilstrømning af indvandrere.
Generelt har Lolland-Falster høj arbejdsløshed og lave huspriser i forhold til resten af landet. Nykøbing Falster ligger dog i den høje ende for området, men var i 2012 den fjerdebilligste by i landet pr. kvadratmeter. Huspriserne i regionen forventes at stige pga. Femern Bælt-forbindelsen, der skal stå færdig i 2021.
Levetiden er, ligesom for resten af Lolland-Falster, blandt den laveste i landet.

## Transport og infrastruktur

### Transport

#### Havn
Nykøbing Falster Havn er en erhvervshavn med i alt 1,2 km kaj og et areal på omkring 100.000 m2. Havnen er 6,1 m dyb. Havnen blev udbygget flere gange op igennem 1800-tallet i takt med, at kvæg- og sukkerproduktionen i området steg. De største skibe, der kan sejle der, er 129 m lange og 20 m brede. Der findes flere kraner til af- og pålæsning af gods.
Desuden findes der en lystbådehavn ved Slotsbryggen og en mindre lystbådehavn kaldet Lergravens Sejl- og Fiskeriklub, der ligger syd for Frederik d. 9's Bro mod udkanten af byen. Der er i alt 550 havnepladser i havnen, men omkring 300 af disse tilhører forskellige sejl- og fiskeklubber.

#### Kollektiv transport
Den nuværende Nykøbing F Station, der blev opført i forbindelse med Fugleflugtslinjen, drives af DSB. Den er endestation for regionaltog fra København via Ringsted og standsningssted for tog til Rødby. Internationale tog fra København til Hamborg (via færge Rødby-Puttgarden) standser også i Nykøbing. Lokalbanen Lollandsbanen, der går via Maribo til Nakskov, har endestation i Nykøbing. Sidstnævnte drives af Lokaltog.
Tidligere gik Gedserbanen også gennem byen, men denne togdrift ophørte i 2010. Ligeledes var byen station på Stubbekøbing-Nykøbing-Nysted Banen, der blev lukket ad to omgange. Først i 1961, hvor driften fra Nysted til Nykøbing blev indstillet, og senere i 1966, hvor driften fra Stubbekøbing ophørte.
I maj 2013 meddelte Transportministeriet, at Nykøbing Falster også skal være en del af timemodellen, der skal nedbringe rejsetiden mellem de største byer i Danmark til en time.
Byen betjenes af flere buslinjer, der både kører som bybusser og til destinationer uden for byen, og som drives af Movia. Bybuslinjerne 701 og 702 kører to gange i timen i dagtimerne, og 12 af de i alt 16 lokale busruter i Guldborgsund Kommune starter i Nykøbing. Følgende busruter starter på Nykøbing F Station:
- 701 Nørrebro - Nykøbing F Station - Østerbro
- 702 Nordbyen - Nykøbing F Station - Sundby - Middelaldercentret
- 730 Nykøbing F Station - Nysted - Holeby
- 732 Nykøbing F Station - Sakskøbing Station
- 736 Nykøbing F Station - Stubbekøbing - Nørre Alslev Station
- 737 Nykøbing F Station - Horbelev - Stubbekøbing Havn
- 740 Nykøbing F Station - Væggerløse - Skelby - Gedser
- 741 Nykøbing F Station - Idestrup - Marielyst - Bøtø
- 742 Nykøbing F Station - Hasselø - Væggerløse - Marielyst
- 744N Nykøbing F Station - Væggerløse - Marielyst
- 703E Nykøbing F Station - CELF
- 750E Nykøbing F Station - Farø - Damme - Stege

Desuden afgår "Rute 800" fra Nykøbing Falster til Odense via Spodsbjerg-Tårs og flere busselskaber, der kører fra København til Berlin stopper ligeledes på banegårdspladsen.

#### Bilisme og gang
Den nærmeste motorvej er sydmotorvejen, hvorfra E55 går lige igennem byen via Skovalleen. Primærrute 9 går fra Nykøbing Falster via Maribo og tværs over Fyn til Odense. Frederik d. 9's Bro, som er en del af Primærrute 9, forbinder Nykøbing med Lolland. Broen er en bjælke- og klapbro, der tillader at store skibe samt lystsejlere med sejlskibe, hvor masten ikke kan lægges ned, får adgang til havnen. Gaabensevej, der går over i Engboulevarden og Vesterskovvej for at ende i Gedser Landevej, er en af de største veje i byen og går fra nord til syd og er forbundet med E55 i begge ender. Prinsholmvej går rundt om den sydlige del af byen. En anden stor vej er Østerbrogade, som går fra centrum mod øst ud af byen.
Det tager omkring halvanden time i bil til København.
I 2012 begyndte anlæggelsen af Nykøbing Falster Omfartsvej, der skal lede trafikken uden om byen og særligt aflaste det centrale vejnet i Nykøbing for færgetrafikken til Gedser Havn. Vejen blev indviet i november 2014.
Byens mange gågader forbinder det centrale Nykøbing i form af Torvet, området omkring vandtårnet og Klosterkirken.

#### Lufthavne
Den nærmeste lufthavn er Lolland-Falster Lufthavn ved Holeby på Lolland, som egentligt er en flyveplads uden faste luftfartsselskaber med afgange til og fra lufthavnen. Københavns Lufthavn, der er den største i Skandinavien, ligger knap halvanden times kørsel fra Nykøbing.
Derudover findes Flughafen Rostock-Laage i Rostock, Tyskland, der er en regional lufthavn.

### Forsyning
Frem til 1976 sørgede Nykøbing Vandtårn for byens vandforsyning. Fra 2010 har Guldborgsund Kommune overdraget forsyningen for vand, fjernvarme og spildevand til Guldborgsund Forsyning, der dog ejes af Guldborgsund Kommune. Firmaet I/S Refa ejer fjernevarmeværket i byen, som bruger træflis til at fyre med. Anlægget forsyner også dele af området omkring Nykøbing. SEAS-NVE har forsyningspligt af el i området, men som alle andre steder er der frihed til at vælge andre leverandører. Et andet fjernvarmeværk ligger i udkanten af Øster Toreby vest for byen. Nykøbing har også et vandværk, der er en del af Guldbordsund Vand. Der produceres ca. 70.000 m3 vand om året, og vandværket har omkring 40 km ledningsnet i Nykøbing og omegn. Spildevand bliver også håndteret på byens eget spildevandsanlæg. Der findes desuden et vandværk industriparken i Øster Toreby, der forsyner Øster Toreby, Sundby og Nagelsti med vand.
Nykøbing Falster har en genbrugsplads, der også drives af Refa. Den ligger i Nordbyen lige syd for fjernvarmeværket.

### Hospitalsvæsen og politi
Franciskanerklostret fungerede som byens hospitalsvæsen i middelalderen. I dag er Nykøbing F. Sygehus det eneste sygehus i kommunen og dækker således det østlige Lolland og hele Falster. Det har ca. 1.140 medarbejdere. Sygehuset har skadestue, anæstesi, geriatri, gynækologi herunder fødegang, hjerteambulatorium og kardiologisk undersøgelse, radiologi, sårbehandling, røntgenafdeling, en børne- og ungdomsafdeling samt øre-næse-hals-klinik. Region Sjælland er den region, som bruger flest penge pr. indbygger på den præhospitale indsats.
Der findes tre lægehuse i byen; ét på Slotsbryggen, ét ved havnen tæt ved Museum Lolland-Falster og ét i bydelen Østerbro.
Falcks afdeling i byen er hovedsæde for Guldborgsund Kommune og ligger på Østerbro. Vognparken inkluderer adskillige biler til brand og redning, heriblandt to sprøjtebiler, to tankvogne, fire ambulancer, en sengeambulance og flere vogne til sygetransport.
I Nordbyen findes Nykøbing F. Dyrehospital, der er specialiseret i smådyrsklinik, og ved havnen ligger Guldborgsund Dyrehospital, der bl.a. udfører CT-skanninger og kikkertoperationer.
Nykøbing Falster lokalpoliti er en del af Sydsjællands og Lolland-Falsters Politi og har kontor i Vestergade.
Desuden findes Retten i Nykøbing Falster, hvis retskreds dækker Lolland, Guldborgsund og Vordingborg Kommune.

## Økonomi og erhverv
Nykøbing Falster er handels- og industrimæssigt centrum for Falster og en stor del af Lolland. En anseelig del af byens økonomi er baseret på turisme, og der ligger 7.750 sommerhuse i kommunen.

### Erhverv
Byen har mange små og mellemstore virksomheder, og en del større virksomheder fra Danmark har afdelinger i byen. Dette gælder bl.a. rådgivningsvirksomheden NIRAS, revisions- og konsulentfirmaet Deloitte, laboratorieanalysefirmaet Eurofins, advokatformaet Advodan, bilforhandleren Ejner Hessel A/S, og Dantaxis afdeling, der dækker Guldborgsundområdet. Prissammenligningshjemmesiden PriceRunner har sit danske kontor i byen. Ejendomsmæglerkæden homes servicecenter, der dækker Sjælland Syd, ligger i Jernbanegade.
En stor del af byens erhverv ligger i industriområdet i bydelen Nordbyen, som bl.a. tæller adskillige bilforhandlere, -udlejere, værksteder og autolakering, Dagrofa S-Engros, STARK og IDEmøbler. Scandinavian Tobacco Groups produktionsafdeling af cigarillos i Danmark ligger også i dette område. Her er omkring 160 beskæftiget, og de producerer ca. 250 millioner cigarillos om året. Fabrikken blev etableret allerede i 1835 som E. Nobel. I september 2016 blev det offentliggjort at firmaet agter at lukke produktionsfaciliteterne i Nykøbing.
I mange år var Nykøbing Falster Sukkerfabrik en af de vigtigste arbejdspladser i byen. Den oprindelige fabrik blev opført i 1884. Fabrikken er sammen med Nakskov Sukkerfabrik de eneste to som stadig er i brug på øen, og de ejes begge af Nordic Sugar. Fabrikken har omkring 180 medarbejdere, og lidt flere under roekampagnen, som varer fra september til januar. Raaco A/S, der producerer opbevaringssystemer til private og erhverv ligger lige vest for Nykøbing i Øster Toreby. Virksomheden blev etableret i 1956 og havde 105 ansatte i 2014. På trods af, at land- og skovbrug er vigtige erhverv i kommunen er det under 10 % af befolkningen, som er beskæftiget inden for disse erhverv, og i Nykøbing by er tallet endnu lavere.
Både det regionale dagblad Lolland-Falsters Folketidende og Radio SydhavsØerne har hovedkontor i byen. Den landsdækkende humanitære organisation, Dansk Folkehjælp, har ligeledes hovedkontor i Nykøbing, efter det blev flyttet fra Holeby i starten af 2014 Tøjkæden Deres blev grundlagt i Nykøbing af Kai Ginsborg i 1939, og kæden består i dag af 67 butikker i hele landet. Oprindeligt blev den grundlagt under navnet Carlton og forhandlede herre-, dame- og børnetøj samt boligtekstiler.
Slots- og Kulturstyrelsen og Erhvervsstyrelsen har begge fået afdelinger i Nykøbing Falster i forbindelse med udflytningen af statslige arbejdspladser i 2015.

### Detailhandel
Størstedelen af byens detailhandel er koncentreret omkring Torvet, gågaderne omkring dette samt den nord-syd gående Slotsgade/Langgade/Frisegade, der er en del af det middelalderlige gadeforløb. Butikkerne tæller adskillige store kæder heriblandt tøj og skoforretninger som H&M, Paw Sko, Tøjeksperten, Vero Moda elektronikforhandlere som YouSee og Telia, legetøjskæderne Fætter BR og Legekæden, boghandleren Bog & idé samt isenkræmmerkæderne Imerco og Inspiration. Adskillige restauranter, caféer og pizzariaer findes ligeledes i dette område. Danmarks ældste vinhandel, Marius Mortensens Eftf., ligger i Frisegade, og den blev grundlagt i 1866.
Ved Slotsbryggen findes også mindre butikker og caféer. I en tre-etagersbygning, kaldet Midtpunktet, på Jernbanegade er et lille indkøbscenter der bl.a. indeholder sko-, legetøjs- og tøjbutikker. I bydelen Østerbro ligger Lindholmcentret, der også indeholder en mindre håndfuld daglig- og specialvarerbutikker.
Guldborgsundcentret, der ligger lige vest for Frederik d. 9's Bro, rummer en lang række store butikker og varehuse heriblandt Føtex, byggemarkederne Harald Nyborg og jem & fix, JYSK, Thansen.dk, Power, Normal og Elgiganten.
Oplandet tæller Guldborgsund Kommune samt dele af både Lolland og Vordingborg Kommune.

### Turisme
Byen har et hotel, et vandrehjem og flere bed and breakfast. Hotel Falster ligger i den nordlige del af byen, og er et familiedrevet hotel med 68 værelser, der blev etableret i 1986. I juni 2014 blev hotellet hærget af en voldsom brand, hvor restauranten, receptionen og nogle mødelokaler nedbrændte. Hotel Falster kom dog hurtigt op at køre igen, men uden de nedbrændte faciliteter. Danhostel driver et vandrehjem med 22 værelser i den østlige udkant af byen, og en campingplads ved siden af SvømmeCenter Falster ligeledes i udkanten af Østerbro.

## Politik
Nykøbing Falster er i dag hovedsæde for Guldborgsund Kommune. Indtil Kommunalreformen 2007 eksisterede Nykøbing Falster Kommune, som dækkede selve byen og en del af oplandet.
Kommunen har traditionelt været en socialdemokratisk kommune, med adskillige borgmestre fra dette parti. Poul-Henrik Pedersen, der var en populær borgmester igennem flere valgperioder siden 1990, formåede at beholde borgmestertitlen trods to partiskift. I dag er Simon Hansen borgmester hvilket han har været siden januar 2022.
| Borgmester           | Parti                                                                      | Periode                            | Kommune                  |
| -------------------- | -------------------------------------------------------------------------- | ---------------------------------- | ------------------------ |
| Reinholdt Jørgensen  | Socialdemokratiet                                                          | 1954 - 1973                        | Nykøbing Falster Kommune |
| Børge Jørgensen      | Socialdemokratiet                                                          | 1973 - 1990                        | Nykøbing Falster Kommune |
| Poul-Henrik Pedersen | Socialdemokratiet 1990-1997 Løsgænger 1997-1998 Guldborgsundlisten 1998-nu | 1990 - 2007                        | Nykøbing Falster Kommune |
| Kaj Petersen         | Socialdemokratiet                                                          | 1. januar 2007 - 31. december 2009 | Guldborgsund Kommune     |
| John Brædder         | Guldborgsundlisten                                                         | 1. januar 2010 - 31. december 2021 | Guldborgsund Kommune     |
| Simon Hansen         | Socialdemokratiet                                                          | 1. januar 2022                     | Guldborgsund Kommune     |

Efter Kommunalvalget 2021 så mandatfordelingen i byrådet således ud:
| Parti                        | Mandater | Mandater | Mandater | Mandater |
| Parti                        | 2009     | 2013     | 2017     | 2021     |
| Socialdemokratiet            | 7        | 9        | 6        | 9        |
| Konservative Folkeparti      | 2        | 1        | 0        | 2        |
| Nye Borgerlige               | -        | -        | 0        | 1        |
| SF                           | 5        | 1        | 1        | 1        |
| Guldborgsundlisten           | 4        | 6        | 11       | 7        |
| Dansk Folkeparti             | 4        | 7        | 7        | 6        |
| Venstre                      | 6        | 4        | 3        | 2        |
| Enhedslisten                 | 0        | 1        | 1        | 1        |
| Borgernes Liste Guldborgsund | 1        | 0        | 0        | 0        |
| I alt                        | 29       | 29       | 29       | 29       |

## Uddannelse
Som den største by på Falster, og med et stort opland på særligt Lollands østlige del, er adskillige uddannelsesinstitutioner repræsenteret i Nykøbing Falster.
University College Sjællands "campus Storstrøm" er delt mellem Vordingborg og Nykøbing Falster med uddannelserne sygeplejerske, leisure management, socialrådgiver og pædagog i Nykøbing. I 2015 fik UCSJ Nykøbing Falster 1154 ansøgninger, hvilket var en stigning på 21 % i forhold til året før og det sjette år i træk med ansøgningsrekord.
Byens, og Falsters, eneste almene gymnasium er Nykøbing Katedralskole, der også tilbyder HF. Det blev grundlagt i 1498, og overgik i 2006 til selveje. I 2011 var karaktergennemsnittet 6,61, hvilket var lidt under landsgennemsnittet på 6,89. I 2015 startede 257 elever på STX og 55 på HF. CELF omfatter HTX, HHX, HG og flere erhvervsuddannelser. Blandt erhvervsuddannelserne er bl.a. håndværkeruddannelser som mekaniker, smed, VVSmontør, murer og tømrer, samt anlægsgartner, dyrepasser, It-supporter, bager og konditor. CELF har adresser både på Østerbro og på Nørrebro. Katedralskolen og CELF trækker begge unge fra et stort opland, da de er de eneste, der tilbyder ungdomsuddannelser på Falster samt en stor del af Østlolland.
På Østerbro ligger VUC Storstrøms afdeling i Nykøbing, hvor man både kan tage HF og HF-enkeltfag.
Produktionsskolen Multicenter Syd, ligger lige vest for Nykøbing, og tilbyder praktiske undervisningsforløb for unge mellem 16 og 25 år. Skolen har værksteder til bl.a. træ, metal, biler og knallerter samt faciliteter til køkken og kantine. Der er ansat omkring 20 lærere, og skolen driver en café og galleri i Nykøbing Vandtårn, hvor eleverne udstiller kunst produceret på skolen.
Byen har seks folkeskoler samt to privatskoler. Den ene af disse, Sct. Joseph Søstrenes Skole, er katolsk, men den er åben for alle trosretninger.
Lige øst for byen i den lille bebyggelse Lynghuse ligger Falster Efterskole, der har plads til omkring 60 elever. Nykøbing F. Aftenskoler ligger i den centrale del af Nykøbing, og tilbyder en lang række kurser heriblandt IT, sprog, musik, gymnastik, håndarbejde og fotografi. Aftenskolen har eksisteret siden 1969, hvor adskillige aftenskoler og husflidsforeninger i Nykøbing Falster Kommune blev lagt sammen. Centralt i byen ligger også Guldborgsund Musikskole, der tilbyder musikundervisning til børn og unge i alderen 0-25 år bosiddende i Guldborgsund Kommune. Der undervises i strengeinstrumenter, træblæsere og messingblæsere, slagtøj samt sang, hørelære og dans.
Kommunen driver et sprog- og integrationscenter i Kraghave, der ligger i forlængelse af Nordbyen, hvor udlændinge i kommunen får tilbud om danskundervisning.
Folkeuniversitetet har forelæsninger i Nykøbing på samme adresse som Teatret Masken. Den nærmeste højskole er Højskolen Marielyst, der ligger i et gammelt badehotel i feriebyen Marielyst 12 km øst for byen. Den har eksisteret siden 1971 og har for nylig fået bygget en koncertsal. Højskolen udbyder foredrag, koncerter og forløb i kreative fag som maling, syning, glas, træ og smykkefremstilling.

## Kultur

### Attraktioner og seværdigheder
Nykøbing Falster rummer adskillige museer, flere teatre og har tilbagevendende kulturbegivenheder.

#### Museer
Middelaldercentret er byens ubetinget største turistattraktion, selvom det egentligt ligger i Sundby på Lollandssiden af Guldborgsund. Centret blev grundlagt i 1989, da byen fejrede 700 års jubilæum. Bymuseet rekonstruerede som de første i verden en middelalderlig kastemaskine kaldet en blide, der tiltrak op mod 30.000 gæster i de tre uger forsøget varede. Museet er siden blevet kraftigt udvidet, og består i dag af et rekonstrueret udsnit af en typisk dansk købstad omkring år 1400. Det besøges af mellem 45.000 og 55.000 mennesker årligt, og skaber øget omsætning i Nykøbing som en af landsdelens vigtigste turistmagneter.
Guldborgsund Zoo er byens zoologiske have, og den rummer omkring 80 forskellige arter. Derudover har den også en stor samling af blomster og sjældne kaktusser.
Museum Lolland-Falsters afdeling Falsters Minder er bymuseum for Nykøbing, og derudover har museet Den gamle Købmandshandel. I Falsters Minder findes byens turistinformation. Desuden er Czarens Hus med restaurant en del af museet. Museet har administration i byen. Endvidere findes Nykøbing Falster Frisørmuseum og i samme bygning Brandmuseet. Endelig er der Legetøjsmuseet ved Ejegod Mølle.

#### Kulturbegivenheder
Af årligt tilbagevendende kulturbegivenheder findes Nykøbing F. Revyen, der hvert år trækker mange gæster til byen. I 2014 var det landets tredje mest sete revy med over 33.200 solgte billetter. Den har desuden vundet både Revyernes Revy og Charlies Revygalla, og revyen har en positiv virkning på mange af byens restauranter og caféer, der tilbyder revymenuer til gæsterne.
Der bliver afholdt kulturnat fredag inden efterårsferien, ofte kombineret med Late Night, hvor butikkerne i byen holder længe åbent. Begge dele trækker mange gæster, og sidstnævnte afholdes flere gange om året.
Nykøbing Falster Festuge afholdes hvert år sidste uge af juli eller første uge af august, og den tiltrækker hvert år omkring 35.000 gæster fra hele regionen. Under festugen bliver der afholdt en lang række koncerter, hvor bl.a. Kandis, Joey Moe, De Glade Sømænd og Infernal har spillet. Festugen blev, ligesom Middelaldercentret, etableret i 1989 i anledning af byens 700 års jubilæum. I dag arrangeres både kulturnatten, festugen og Late Nights af Cityforeningen, hvor over 130 butikker er medlem.

#### Musik, teater og biograf
Byen rummer tre forskellige teatre; Nykøbing Falster Teater, der har rødder tilbage i 1800-tallet, Teatret Masken der blev grundlagt i 1978 og holder til i Kulturforsyningen samt amatørteatret Sprøjtehusteatret. I Kulturfabrikken afholdes flere koncerter hvert år. Derudover har byen en biograf, Nordisk Film Biografer Nykøbing (tidligere Scala Bio), der er en af landsdelens største, samt et åbent atelier hos en gruppe kunstnere. Biografen ligger på Slotsbryggen og den eneste rest af Nykøbing Slot findes lige uden for hovedindgangen.

#### Arkitektur
I byen findes adskillige gamle huse; det mest berømte er Czarens Hus fra 1716 i Langgade, der oprindeligt var byens kro, men som nu er bymuseum og restaurant. I samme gade findes gamle borgerhuse i nr. 16 og 18, hvoraf det sidstnævnte er købstadens ældste, opført i 1580. Ritmestergården, beliggende på hjørnet af Frisegade og Store Kirkestræde, er en gammel bindingsværksgård fra 1630, der oprindeligt var tilholdssted for omvandrende håndværkere, som sted benævnt Naverhule, nu benyttet af værtshuset Marinestuen. I Jernbanegade findes en længere butiksfacade, hvis arkitektur er inspireret af baltiske basarer.
Nykøbing Vandtårn har siden 1994 fungeret som udsigtstårn for publikum og senere desuden som udstilling for diverse kunstnere. Det har syv etager, og 146 trin fører op til udsigtsposten 32 meter over asfalten. Tårnet har en arkitektonisk udformning, der minder om vandtårnene i Nysted og Sakskøbing, også beliggende på Lolland-Falster. Byens ældste vandtårn ligger ved siden af byens kloster.
Byens bibliotek er hovedbibliotek for Guldborgsund Kommune.
Der ligger i alt tre kirker i Nykøbing Falster. Den ældste og mest berømte er Klosterkirken, der blev grundlagt i 1419, men derudover findes Lindeskovkirken og Nordre Kirke.

#### Grønne områder, pladser og skulpturer
Nykøbing Falster har kun få større grønne områder tilgængelige for offentligheden. Der er dog mange villakvarterer med haver, og de fleste etagebygninger har grønne områder i tilknytning til ejendommene, og store dele af lokalområdet er skov, mark og enge.
Langs Tingsted Å ved Engboulevarden er flere arealer udlagt til grønne områder. Dette tæller bl.a. et område foran Nykøbing F. Hallen, hvor der er anlagt en sø, og på den anden side af Engboulevarden ligger også en mindre park i forbindelse med Nykøbing Falster Centralbibliotek.
Guldborgsund Zoo, eller folkeparken som den nogle gange omtales, er et andet af byens grønne områder.
Byen har to kirkegårde; Nordre Kirkegård, der ligger rundt om Nordre Kirke i Nørrebro lige syd for industrikvarteret, og Østre Kirkegård på Østerbro. De bliver betegnet under fællesbetegnelsen Nykøbing F. Kirkegårde. Østre Kirkegård blev taget i brug 6. august 1883 og dækker 3,5 ha. Her ligger bl.a. Caspar Wegener, der var en dansk præst og biskop. På Østre Kirkegård er der opstillet et monument for D.G. Monrad, der er tidligere biskop for Lolland-Falster, i mindelunden for tidligere biskopper i Lolland-Falster Stift. Nordre Kirkegård blev indviet i 1923 og har et areal på 6,5 ha. Her findes Viggo Brodthagens gravsten og polarforskeren Peter Freuchens familiegravsted (Freuchens egen aske blev dog spredt ved Thule). Begge kirkegårde bliver til en vis udstrækning brugt som parker.
Torvet er den største og mest befærdede plads i byen. På torvet findes et springvand kaldet "Bjørnebrønden" efter bjørnen som står over vandet. Statuen er udført af Mogens Bøggild i 1939 og er hugget i granit for at mindes Peter den Store der gæstede byen i 1716. Derudover findes springvand, der i folkemunde kaldes "kanonen". Torvet ligger centralt i centrum af byen og er forbundet med gågadenettet. På Torvet bliver der desuden spiller koncerter under festugen og afholdt torvedage. Grønttorvet er en mindre plads mellem Slotsgade og Vesterborg Allé lidt nord for Torvet. Slotsgade ender i en anden plads kaldet Vandmøllepladsen, der har navn efter den vandmølle, som har ligget i forbindelse med Nykøbing Slot. Omkring Nykøbing Vandtårn er Hollands Gård, som hovedsageligt er en parkeringsplads, men som også rummer caféer med udeservering, og skulpturer af Thomas Chr. Birch Kadziola, i samme stil som de noget større figurer, som han har udført ved Kragenæs på Vestlolland til værket Dodekalitten. Foran Klosterkirken findes desuden en plads med et stort platantræ, og hvor Rådshusstræde møder Østergågade, Jernbanegade og Nygade findes ligeledes en lille plads med en skulptur udført i stål og sten med løbende vand.
I Frisegade findes en tavle i en husfacade, der mindes at Freuchen blev født her i 1886. I en rundkørsel på Østerbro er der opstillet et mindesmærkes for Edward Tesdorpf, der etablerede Nykøbing Falster Sukkerfabrik i 1884.
På banegårdspladsen findes et springvand med form som en sukkerroe. Lidt længere syd findes Fuglen, der er en stor jernskulptur der kan ses fra Brovejen, som går forbi banegården. I den sydøstlige udkant af byen er opstillet en blide i en rundkørsel. Bliden var den første som Middelaldercentret fremstillede i forbindelse med byens 700 års jubilæum. Da den ikke fungerede efter hensigten blev den i stedet opstillet som dekoration i rundkørslen og en anden blev opført som i dag er i brug på museet.

### Sport
I Nykøbing F. Hallen findes faciliteter for en stor del af byens sportsklubber, og den indeholder i alt tre haller. Danmarks største karateklub Okinawa Goju-Ryu, atletikbane og fodboldbane.
I forbindelse med hallen ligger Nykøbing Falster Idrætspark med plads til i alt 10.000 tilskuere, hvor Nykøbing FC (tidligere Lolland-Falster Alliancen) har hjemmebane. Klubben blev stiftet i 1994 som en eliteoverbygning af fodboldklubberne B 1901 og B 1921 der i mange år fremme i dansk divisionsfodbold og i Landspokalturneringen for herrer. Klubberne har bl.a. fostret Michael Hansen, der er blandt de fire spillere med flest kampe i Superligaen.
Byens håndboldklub er Nykøbing Falster Håndboldklub, hvis damehold sikrede sig adgang til Damehåndboldligaen i sæsonen 2013/2014. Klubben en markant øget tilslutning i 2015 ved både ude og hjemmekampe i denne sæson. De fleste hjemmekampe var helt udsolgt og i gennemsnit blev kampene set af 61.333 seere i fjernsynet, hvilket gjorde det til højeste antal inden for både dame- og herrehåndbold. Klubben var en overgang sponsoreret af PriceRunner, der har afdeling i byen. Under denne periode hed deres hjemmebane PriceRunner Arena. Scandlines overtog sponsoratet i 2014 og hallen hedder nu Scandlines Arena og den ligger ligeledes i forbindelse med Nykøbing F. Hallen. Basketklubben Attila er en af landets ældste. Den blev oprindeligt etableret som en del af atletikklubben Attila i 1936, men blev i 1979 udskilt som sin egen forening.
Mellem byens campingplads og en af CELF's adresser findes SvømmeCenter Falster i den sydøstlige ende af byen. Svømmehallen har flere forskellige bassiner og badeland. Her ligger også adskillige fodboldbaner som byens fodboldklubber træner på, samt en indendørs tennishal.
Nykøbing F. Travbane er en travbane lidt syd for byen, der blev grundlagt i 1966. I 2014 blev den truet af lukning, da Folketinget besluttede at reducere støtten fra tipsmidlerne til hestesporten med 5 mio. kr. i 2015. Desuden findes en golfklub med tilhørende golfbane i den østlige udkant af byen.
Byen er hjemsted for Danmarks største brydeklub BK Thor, hvor bl.a. Mark O. Madsen kommer fra. Madsen vundet medaljer ved flere verdensmesterskaber i brydning, og repræsenterede Danmark ved OL 2012. Klubben har vundet 223 danske mesterskaber på 95 år. Derudover findes badmintonklubben NBK og en motorsportsklub, der som den eneste på Lolland-Falster arrangerer klubrally, rally og DM rally og flere andre sportsklubber.
Nykøbing F. Bueskyttelaug blev grundlagt i 1954, og den dobbelte verdensmester i compoundbueskydning fra 2015, Stephan Hansen stammer fra denne klub. I 2012 var klubben vært for ungdoms EM i bueskydning, hvor Hansen vandt guld i den individuelle skydning ligesom klubben vandt guld i Cadet Mixed Team.
I juni 2017 afholdt man første gang kapsejladsen Vegvisir, som startede på Slotsbryggen i Nykøbing Falster. I 2018 blev DM i landevejscykling afholdt i Guldborgsund Kommune. De to enkeltstarter, dame og herre, havde start og mål i Nykøbing Falster. De blev vundet af hhv. Martin Toft Madsen og Cecilie Uttrup Ludwig.

### Venskabsbyer
- Harju[211]
- Iisalmi[211]
- Liepaja[211]
- Eutin[211]

## Berømte bysbørn
| - Piv Bernth, tv-producer - Else-Marie Boyhus, historiker og forfatter - Sanne Graulund, skuespiller - Poul Ib Henriksen, fotograf - Frederik Horn, digter og jurist - Tove Kurtzweil, fotograf - Ernst Laub, genremaler - Per Neble, billedkunstner - Claus Nissen, skuespiller - Birgitte Reimer, skuespillerinde - Knud Romer, forfatter - Britta Christensen, politiker og borgmester i Hvidovre - René Christensen, politiker - Vibeke Grave, politiker - Annie Lunde Hansen, politiker - Tom Høyem, politiker - Christian von Jessen, jurist og indenrigsminister - Ditlev Gothard Monrad, biskop, politiker, minister og konseilspræsident - Gert Petersen, journalist og politiker | - Martin Lohse , fodboldspiller - Henrik Danielsen, skakstormester - Anders Due, fodboldspiller - Hans Ewald Hansen, fodboldspiller - Michael Hansen, fodboldspiller - Lars Bo Hansen, skakstormester - Allan Heilmann, skøjteløber - Kay Jørgensen, håndboldspiller - Svend Langkjær, atlet - Karsten Lund, fodboldspiller - Mark O. Madsen, bryder - Christian Pihl Pedersen, fodboldspiller - Peter Rasmussen, fodboldtræner - Jens Carstensen, matematiker - Anne Dorothea Castenschiold, godsejer - Peter Freuchen, journalist og opdagelsesrejsende - Henrik Christopher Glahn, arkitekt - Claus Meyer, kok og iværksætter - Christian Teilmann Rosenørn, godsejer - Johnny Vang-Lauridsen, erhvervsleder |

## Galleri
- Udsigt mod byen
- Nykøbing set fra Lolland i begyndelsen af 1900-tallet
- Vandtårnet i tusmørke, Hollands Gård.
- Musikanter på Middelaldercenteret.
- Middelaldercentret
- Klosterkirken i Nykøbing Falster med rådhus i sidebygningen, 1896
- Bispegården i Nykøbing i begyndelsen af 1900-tallet
- Nykøbing Falster Station
- Nykøbing fra oven.